# بيل كلارك (سياسي)
بيل كلارك هو سياسي كندي، ولد في 5 يوليو 1933 في تورونتو في كندا. حزبياً، نشط في الحزب الكندي التقدمي المحافظ. وقد انتخب عضو مجلس العموم الكندي.